# Públio Mário
Públio Mário (em latim: Publius Marius) foi um senador romano eleito cônsul em 62 com Lúcio Afínio Galo. Depois do consulado foi superintendente dos aquedutos de Roma (curator aquarum) em 64. Nada mais se sabe sobre ele. O historiador George Houston nota que Mário não tem cognome atestado em fontes e que "Celso", algumas vezes atribuído a ele, foi baseado numa leitura preliminar de um tablete de cera de Pompeia.